# Étienne Bazeries

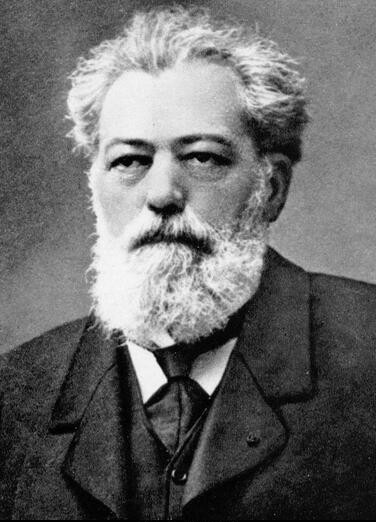

Étienne Bazeries (* 21. August 1846 in Port-Vendres, Frankreich; † 7. November 1931) war ein französischer Offizier, der mit Geheimschriften in Verbindung gekommen war, als er wie Charles Wheatstone und Playfair versucht hatte, verschlüsselte Mitteilungen in den Tageszeitungen zu entziffern. Bazeries „knackte“ sie und trug sie im Offizierskasino vor. Dann behauptete Bazeries, den französischen Militärcodes dechiffrieren zu können. Es gelang ihm und das Kriegsministerium änderte das Verschlüsselungssystem, aber noch bevor das neue Verfahren eingeführt wurde, hatte Bazeries es bereits wieder gebrochen.

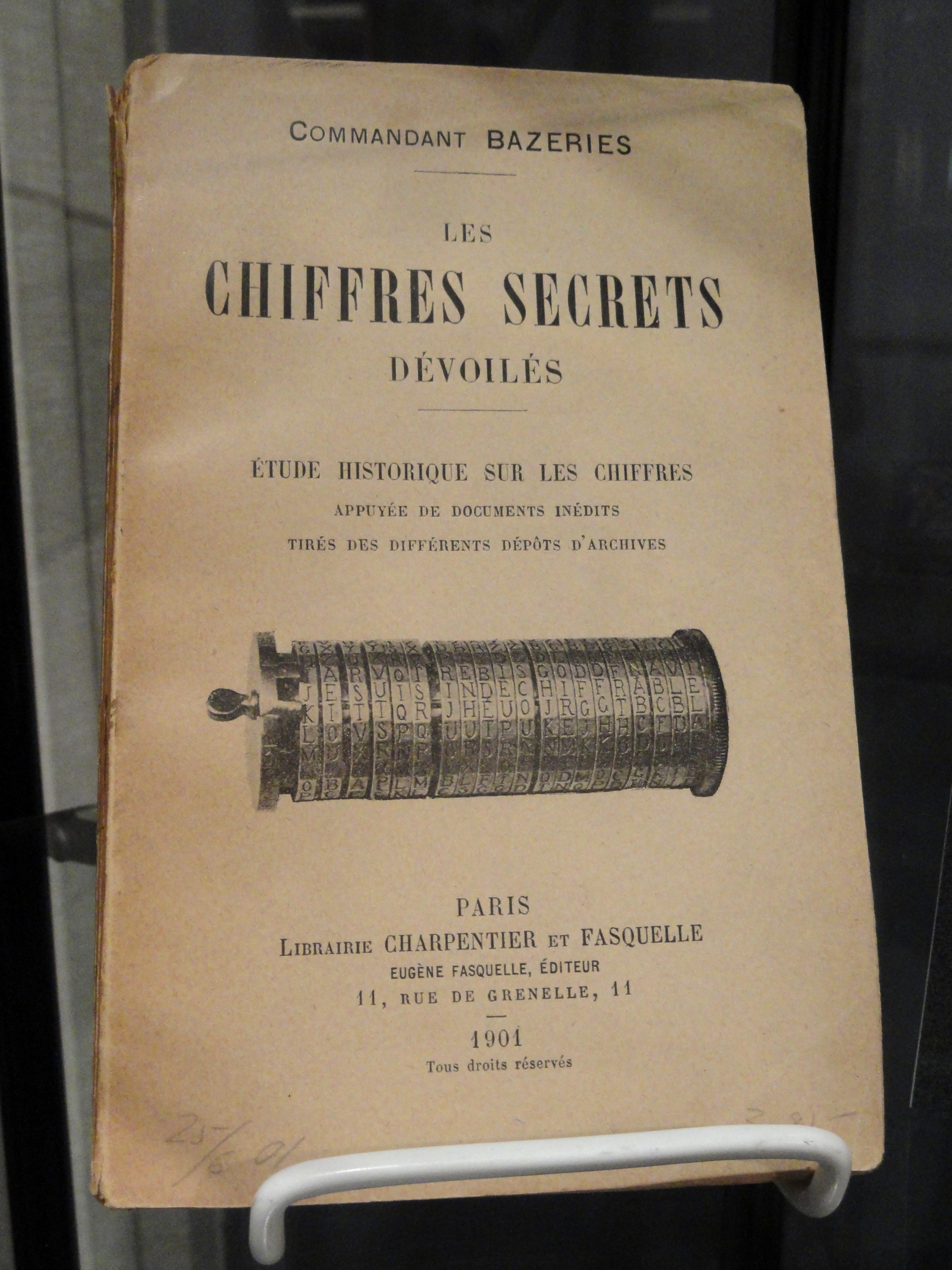

Bazeries wurde nun dem Chiffrenbüro des Außenministeriums zugeordnet. In dieser Zeit begann er sich auch für alte geheime Nachrichten zu interessieren. So entzifferte er Texte, die zur Zeit Ludwigs XIV. geschrieben worden waren. Unter diesen befand sich auch ein mit der „Großen Chiffre“ verschlüsselter Brief, dessen von Bazeries ermittelter Klartext als ein möglicher Beleg dafür gilt, dass es sich bei dem Mann mit der eisernen Maske um Vivien de Bulonde handeln könnte.
1891 stellte Bazeries den nach ihm benannten „Bazeries-Zylinder“ den französischen Militärbehörden vor, ein Chiffrierzylinder zur Verschlüsselung nach Art der früheren Jefferson-Walze und dem späteren Chiffrierzylinder M‑94 des United States Army Signal Corps.